# Willerscheid
Willerscheid ist ein Stadtteil von Bad Münstereifel im Kreis Euskirchen, Nordrhein-Westfalen und gehört zur Dörfergemeinschaft und ehemals eigenständigen Gemeinde Mutscheid.

## Lage
Der Ort liegt südöstlich der Kernstadt von Bad Münstereifel. Südlich des Ortes verläuft die Landesstraße 165. Willerscheid gehört zur Dorfgemeinschaft Mutscheid.

## Geschichte
Urkundlich wird Willerscheid im Jahre 1187 zum ersten Mal erwähnt. Die Abtei Steinfeld besaß hier einen Hof. Der Sage nach wurde der Hof in Willerscheid den Prämonstratensern geschenkt, weil sie bei der Überführung der Gebeine des heiligen Potentinus nach Steinfeld in Willerscheid Station machten. 1503 sind im Küchenmeistereibuch der Abtei neben dem Stadelhof noch weitere Höfe nachweisbar, die ebenfalls den Prämonstratensern in Steinfeld zinspflichtig waren.

Die Belegschaft der Grube Glückstal von der Gewerkschaft Libussa 1901

„Hic fodina plumbi“ – „Hier wird Blei gefördert“ heißt es auf Karten des späten 16. und frühen 17. Jahrhunderts. Im Konzessionsfeld „Glücksthal“ wurde spätestens seit dem 16. Jahrhundert Blei- und Kupfererz abgebaut. Wegen der geringen Ergiebigkeit kam der Bergbau phasenweise immer wieder zum Erliegen, doch während der Franzosenzeit kam es ab 1803 zu einem Wiederaufschwung. Die Gebäude für die Bleischmelze, bei der auch Silber abfiel, wurden bei der Buchholzbacher Mühle nahe der Vereinigung des Escher Bachs mit dem von Hummerzheim kommenden Brobach errichtet. Ein Bericht aus dem Jahr 1830 beziffert die damalige Belegschaft auf 24 Hauer und Förderleute. In der Erzaufbereitung arbeiteten zur gleichen Zeit auch 31 Kinder unter Aufsicht eines Steigers. Mitte des 19. Jahrhunderts beschäftigte die Bergbaugesellschaft 136 Arbeiter (in der Mehrzahl Kinder), die insgesamt 336 Familienmitglieder ernährten. Als die Grube Glückstal in den folgenden Jahrzehnten immer weniger abwarf, hatte dies erwartungsgemäß gravierende Konsequenzen für die wirtschaftliche Entwicklung der Mutscheid.
Die letzte Blüte erlebte der Erzbergbau in der Zeit von 1934 bis 1941, als der Betriebspunkt Klappertshardt im Konzessionsfeld Glücksthal errichtet und betrieben wurde. Vorhanden sind noch die obertägigen Gebäude.
Im Tal bei Willerscheid ist noch das Stollenmundloch des Rolandstollens erhalten geblieben. Das ehemalige Schachtgebäude des Wilhelmschachts am Ortsrand wurde nach 1865 als Schule genutzt. Ein Schulneubau aus der Zeit um 1900 umfasste ein Klassenzimmer sowie eine Lehrerwohnung und wurde bis Ende der 1960er Jahre genutzt, ehe er durch die neu gebaute Hauptschule in Mutscheid und die neue Grundschule in Nitterscheid abgelöst wurde.

## Verkehr
Die VRS-Buslinie 819 der RVK verbindet den Ort mit Bad Münstereifel und weiteren Nachbarorten, überwiegend als TaxiBusPlus im Bedarfsverkehr.
| Linie | Verlauf |
| ----- | --- |
| 819   | MiKE (außer im Schülerverkehr): Bad Münstereifel Bf – Bad Münstereifel Eifelbad – Eicherscheid – Schönau – Mahlberg – Reckerscheid – Willerscheid – Soller – Hummerzheim – Odesheim – Hünkhoven – Rupperath |

Die Grundschulkinder werden zur städtischen katholischen Grundschule in Mutscheid gebracht.

## Veranstaltungen
Heute sind Willerscheid und das Glücksthal wegen des jährlich am letzten Juli-Wochenende hier stattfindenden Waldfestes bekannt.